# هيساشي أوهاشي
هيساشي أوهاشي (باليابانية: 大橋 尚志) (1 ديسمبر 1996 في إيباراكي في اليابان – )؛ هو لاعب كرة قدم ياباني سابق كان يلعب كلاعب وسط.

## وصلات خارجية
- هيساشي أوهاشي على موقع رابطة كرة القدم اليابانية للمحترفين (اليابانية)
- هيساشي أوهاشي على موقع قاعدة بيانات كرة القدم.إي يو (الإنجليزية)
- هيساشي أوهاشي على موقع Soccerway.com (الإنجليزية)
- هيساشي أوهاشي على موقع عالم كرة القدم.نت (الإنجليزية)
- هيساشي أوهاشي على موقع كووورة
- هيساشي أوهاشي على موقع AS.com (الإسبانية)